# Världscupen i rodel 1979/1980
 Världscupen i rodel 1979/1980 började den 6 december 1979 i österrikiska Igls och avslutades 9 mars 1980 i Kombinierten Kunsteisbahn am Königssee.

## Världscupdeltävlingar
| Tävling                                    | Etta                          | Tvåa                         | Trea                   |
| ------------------------------------------ | ----------------------------- | ---------------------------- | ---------------------- |
| Igls, Österrike (6-7 december 1979)        |                               |                              |                        |
| Damer – Singel                             | Österrike                     | Östtyskland                  | Österrike              |
| Herrar – Singel                            | Italien                       | Italien                      | Österrike              |
| Herrar – Dubbel                            | Österrike Reinhold Sulzbacher | Österrike Karl Schrott       | Italien Karl Brunner   |
| Hammarstrand, Sverige (26-27 januari 1980) |                               |                              |                        |
| Damer – Singel                             | Östtyskland                   | Östtyskland                  | Sovjetunionen          |
| Herrar – Singel                            | Sverige                       | Östtyskland                  | Italien                |
| Herrar – Dubbel                            | Österrike Reinhold Sulzbacher | Sverige Hom                  | Sverige Sollen         |
| Imst, Österrike (13 februari 1980)         |                               |                              |                        |
| Damer – Singel                             | Östtyskland                   | Österrike                    | Östtyskland            |
| Herrar – Singel                            | Östtyskland                   | Italien                      | Österrike              |
| Österrike Reinhold Sulzbacher              | Österrike Karl Schrott        | Västtyskland Anton Wembacher |                        |
| Hammarstrand, Sverige (26-27 januari 1980) |                               |                              |                        |
| Damer – Singel                             | Östtyskland                   | Östtyskland                  | Sovjetunionen          |
| Herrar – Singel                            | Sverige                       | Östtyskland                  | Italien                |
| Herrar – Dubbel                            | Österrike Reinhold Sulzbacher | Sverige Hom                  | Sverige Sollen         |
| Königssee, Västtyskland (9 mars 1979)      |                               |                              |                        |
| Damer – Singel                             | Österrike Östtyskland         |                              | Östtyskland            |
| Herrar – Singel                            | Italien                       | Italien                      | Östtyskland            |
| Herrar – Dubbel                            | Italien Karl Brunner          | Västtyskland Franz Wembacher | Österrike Karl Schrott |

## Slutställning
| Tävling         | Etta                          | Tvåa                   | Trea                 |
| --------------- | ----------------------------- | ---------------------- | -------------------- |
| Damer – Singel  | Österrike                     | Italien                | Österrike            |
| Herrar – Singel | Italien                       | Italien                | Italien              |
| Herrar – Dubbel | Österrike Reinhold Sulzbacher | Österrike Karl Schrott | Italien Karl Brunner |